# 欽布省
欽布省是巴布亚新几内亚的一個省，位於新幾內亞島中部。面積6,100平方公里，2000年人口259,703人。首府孔迪亞瓦。
下分六區。該國的最高峰威廉山位於本省與西高地省和馬當省的邊界上。